# Rhizostoma pulmo
Rhizostoma pulmo (Macri, 1778), conosciuta anche come polmone di mare o medusa barile, è una scifomedusa della famiglia delle Rhizostomatidae.

## Distribuzione e habitat
È una specie pelagica diffusa nell'oceano Atlantico orientale, nel Mar Mediterraneo, nell'Adriatico e nel Mar Bianco.

## Descrizione

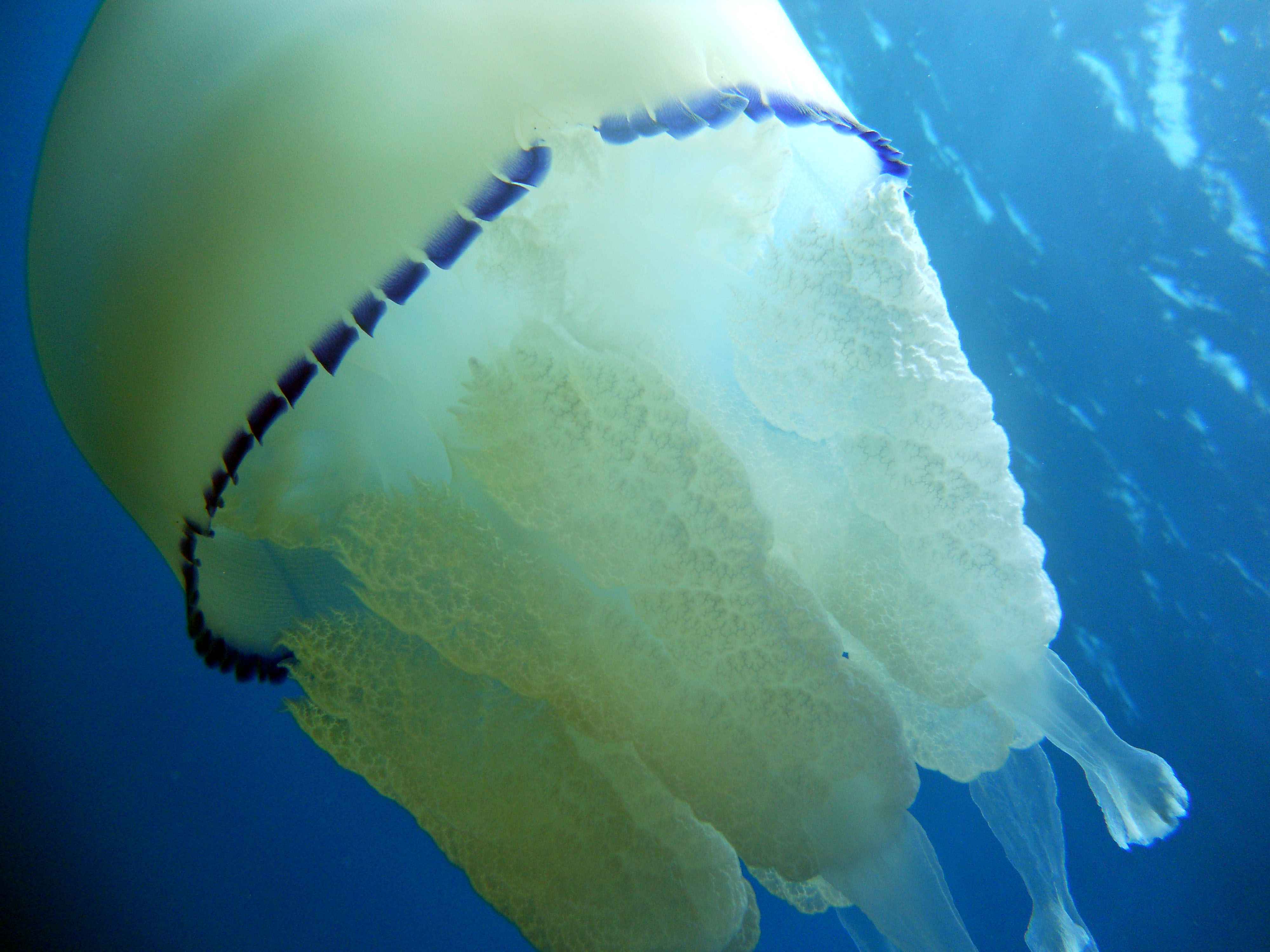
Particolare del manubrio e dei tentacoli di un Polmone di mare

Questa medusa presenta un cappello di forma semisferica opalescente ma tendente al trasparente, con i bordi sfrangiati blu-viola. Sotto al cappello il corpo è chiamato manubrio ed è composto da otto prolungamenti di tessuto bianco-trasparente arricciato e grumoso, dai quali partono otto tentacoli allungati, sfrangiati e semitrasparenti. Gli esemplari giovani tendono ad avere una colorazione più trasparente, gli adulti molto più opalescente. Il nome comune di polmone di mare è dovuto al tipico movimento palpitante compiuto dalla medusa per muoversi. Le dimensioni sono degne di nota: potendo raggiungere i 50–60 cm di diametro e i 10 kg di peso, rappresenta la più grande medusa del Mediterraneo.
Nel 2019 è stato documentato un esemplare grande quanto una persona nei mari della Cornovaglia.

## Pericolosità per l'uomo
La specie è urticante, ma non provoca gravi conseguenze: i suoi tentacoli di norma non creano pericoli seri per l'uomo, tranne che su soggetti particolarmente sensibili. Il contatto provoca irritazioni che scompaiono spontaneamente in breve tempo, ma lasciando un prurito o dolore fastidioso. In acqua rilascia qualche sostanza o tossina urticante che causa piccole abrasioni di forte prurito e lieve bruciore. Tuttavia l'effetto di queste tossine si manifesta solo a qualche metro dalla medusa.

## Utilizzi

### In cucina
Piatto prelibato per le popolazioni del sud est asiatico, viene usata anche all'interno di pietanze alimentari in Europa, come tagliatelle di medusa e seppia o meduse con caviale o zuppe di medusa.

## Galleria d'immagini

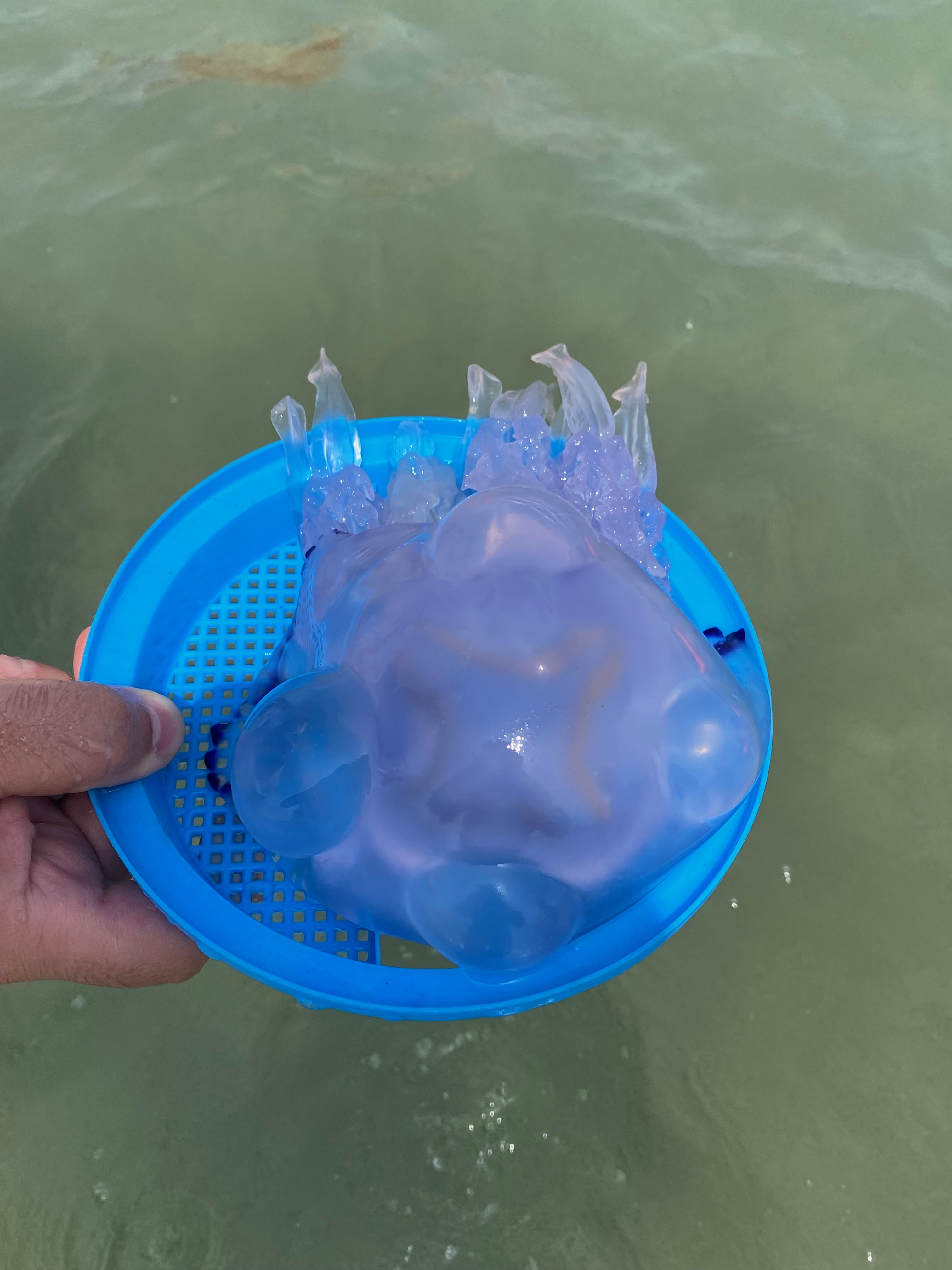
Rhizostoma pulmo fuori dall'acqua di Marina di Pisticci
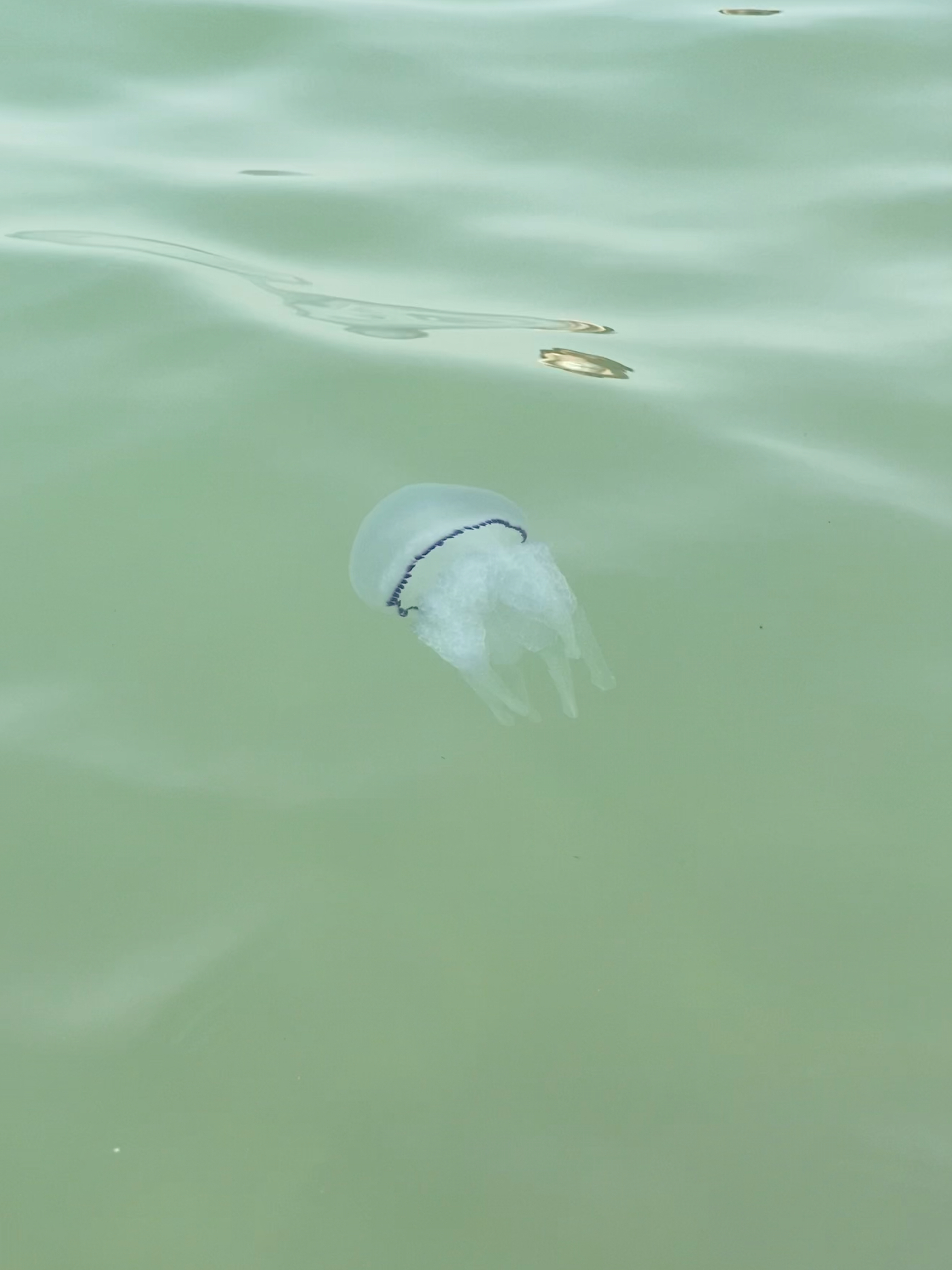
Rhizostoma pulmo che nuota nel mare di Marina di Pisticci
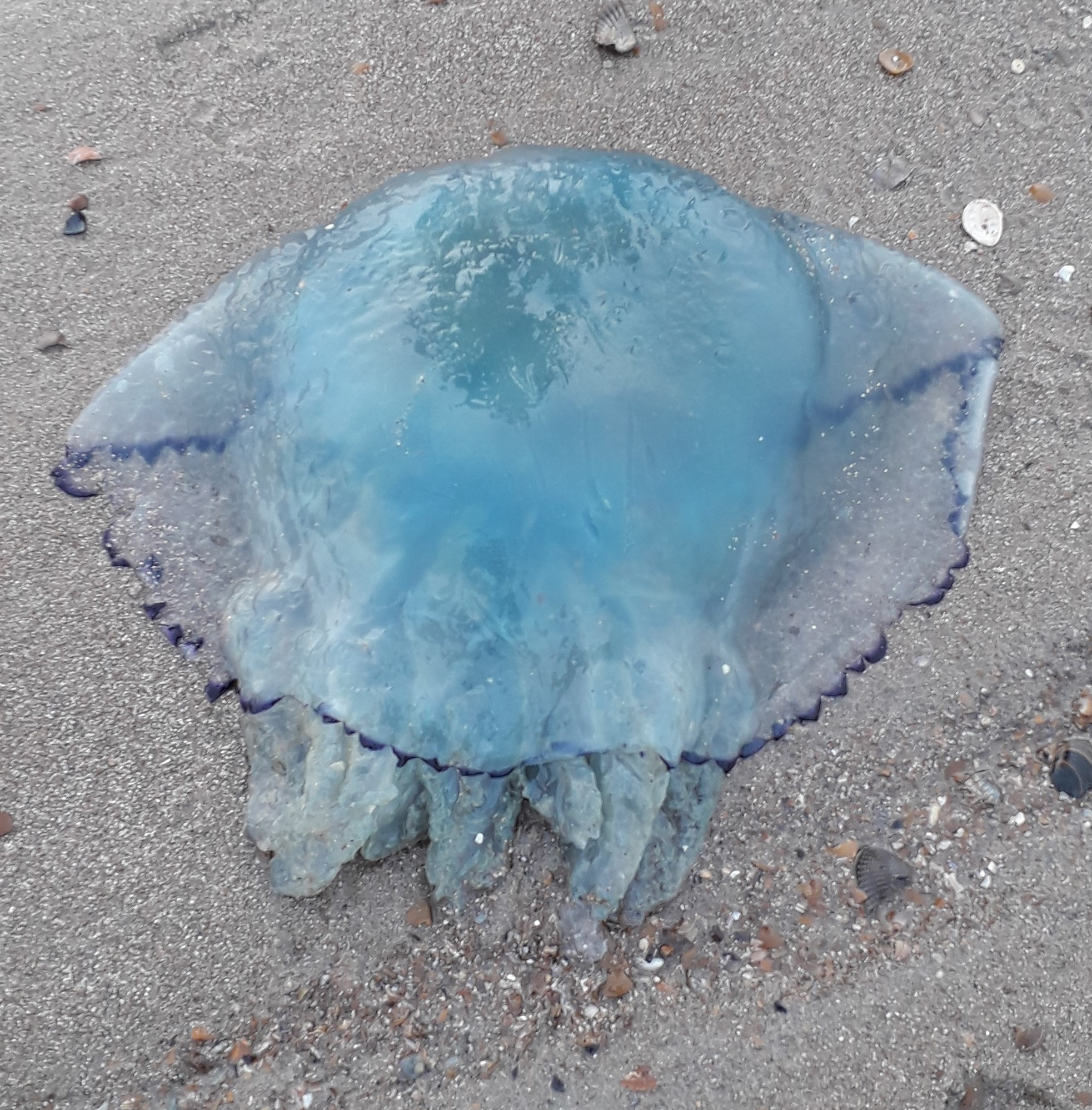
Un esemplare di Rhizostoma pulmo  spiaggiato
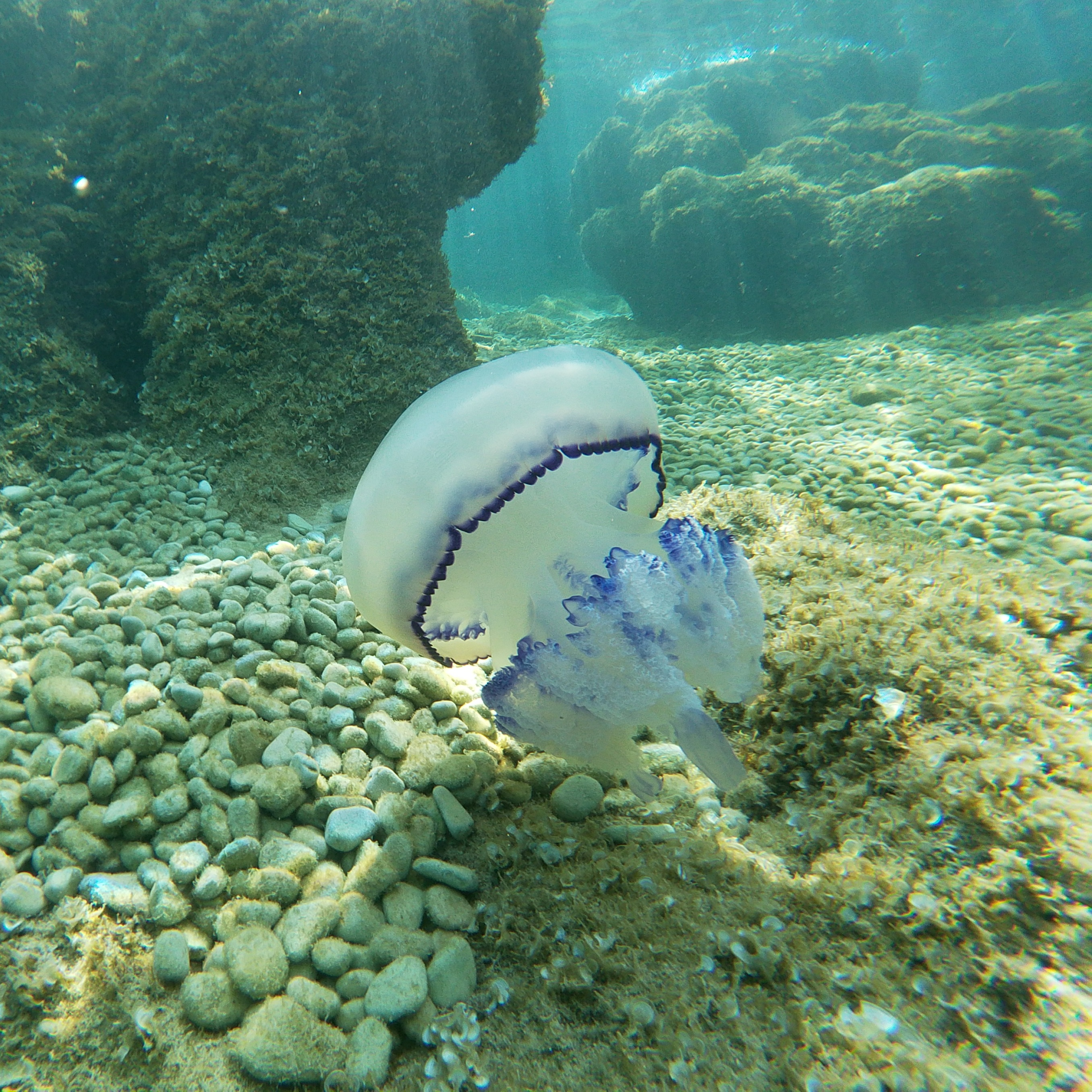
Esemplare di Rhizostoma pulmo, nel mare di Mošćenička Draga
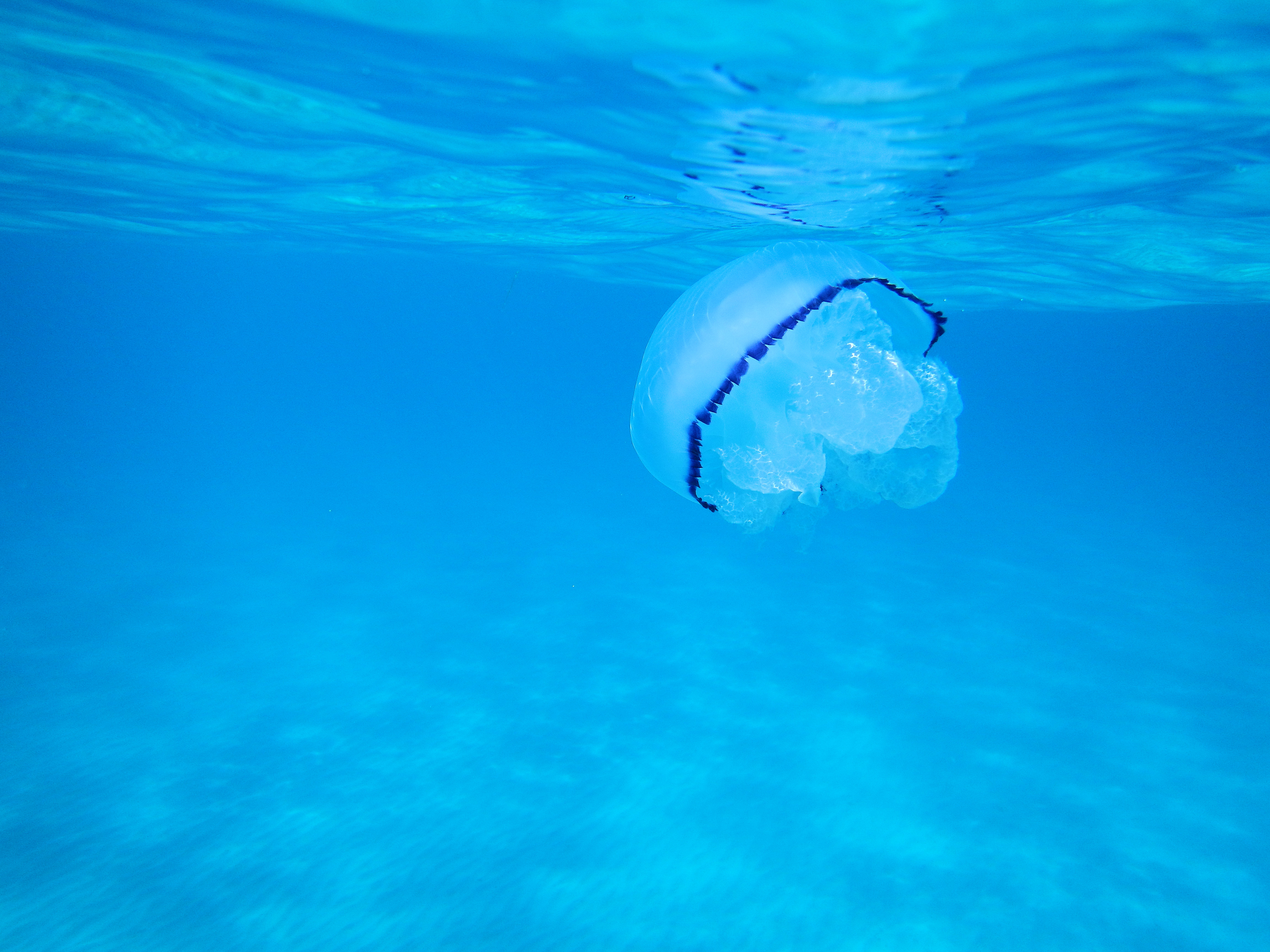
Polmone di Mare o Medusa Barile (Rhizostoma Pulmo) fotografata al largo di Lido "Fatamorgana", in Marina di Pulsano
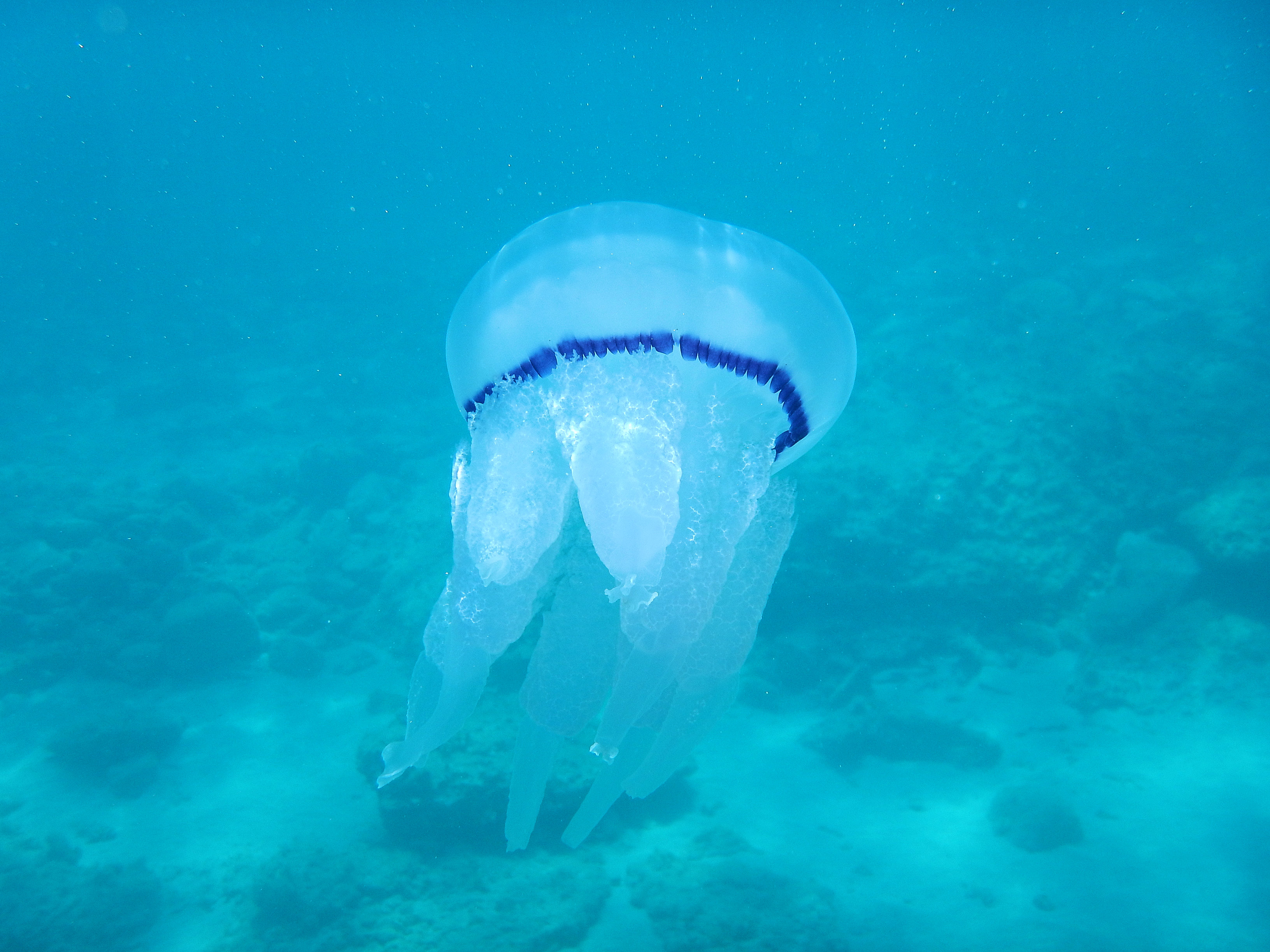
Polmone di Mare o Medusa Barile (Rhizostoma Pulmo) ripresa a Lido Saturo, Marina di Leporano (Taranto)
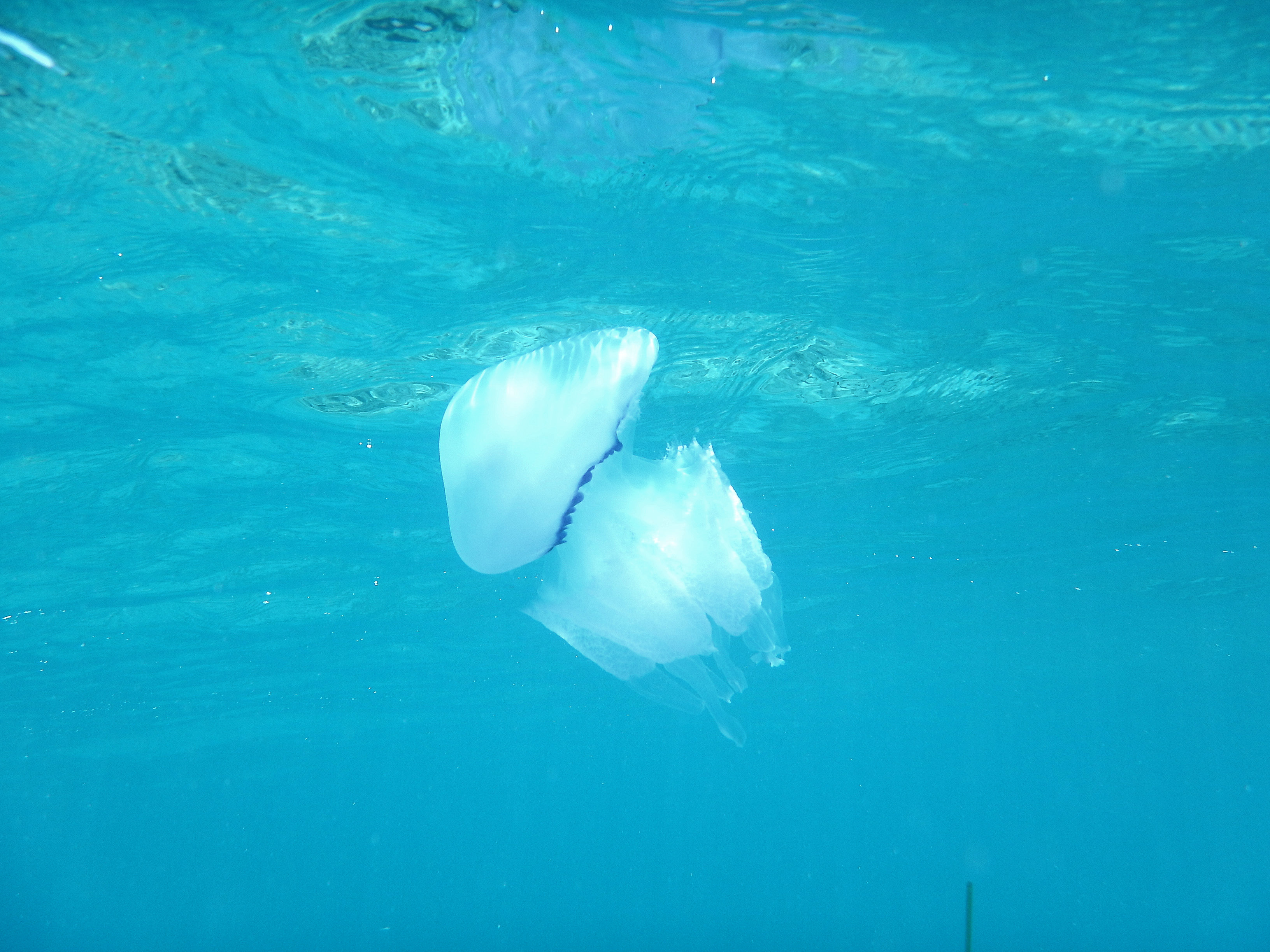
Polmone di Mare o Medusa Barile (Rhizostoma Pulmo) ripresa nel mare di Lido Ultima Spiaggia (Isola Amministrativa "Marina di Taranto", in prossimità di Marina di Lizzano)
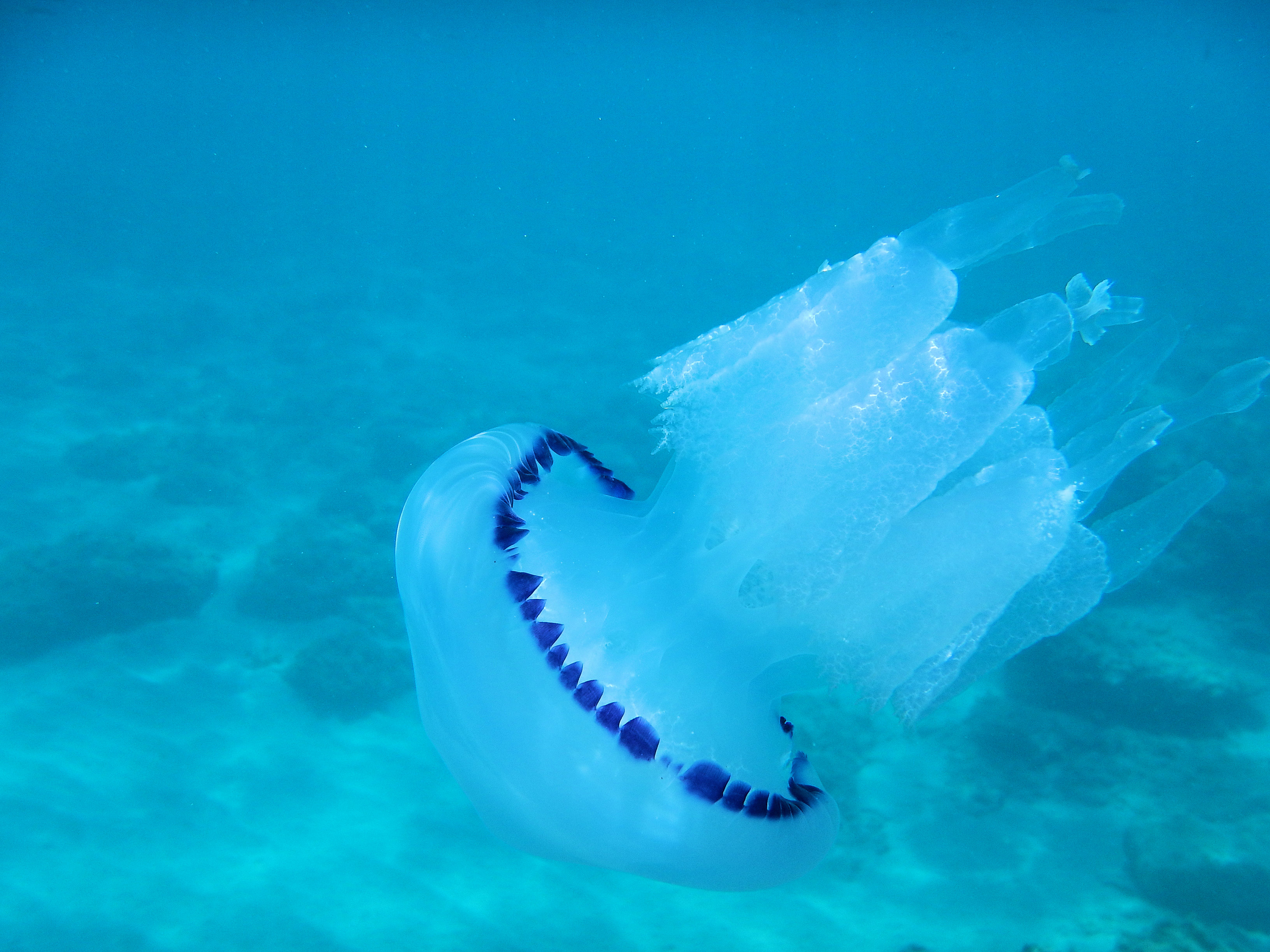
Polmone di Mare o Medusa Barile (Rhizostoma Pulmo) fotografata a Lido Saturo, Marina di Leporano (Taranto)
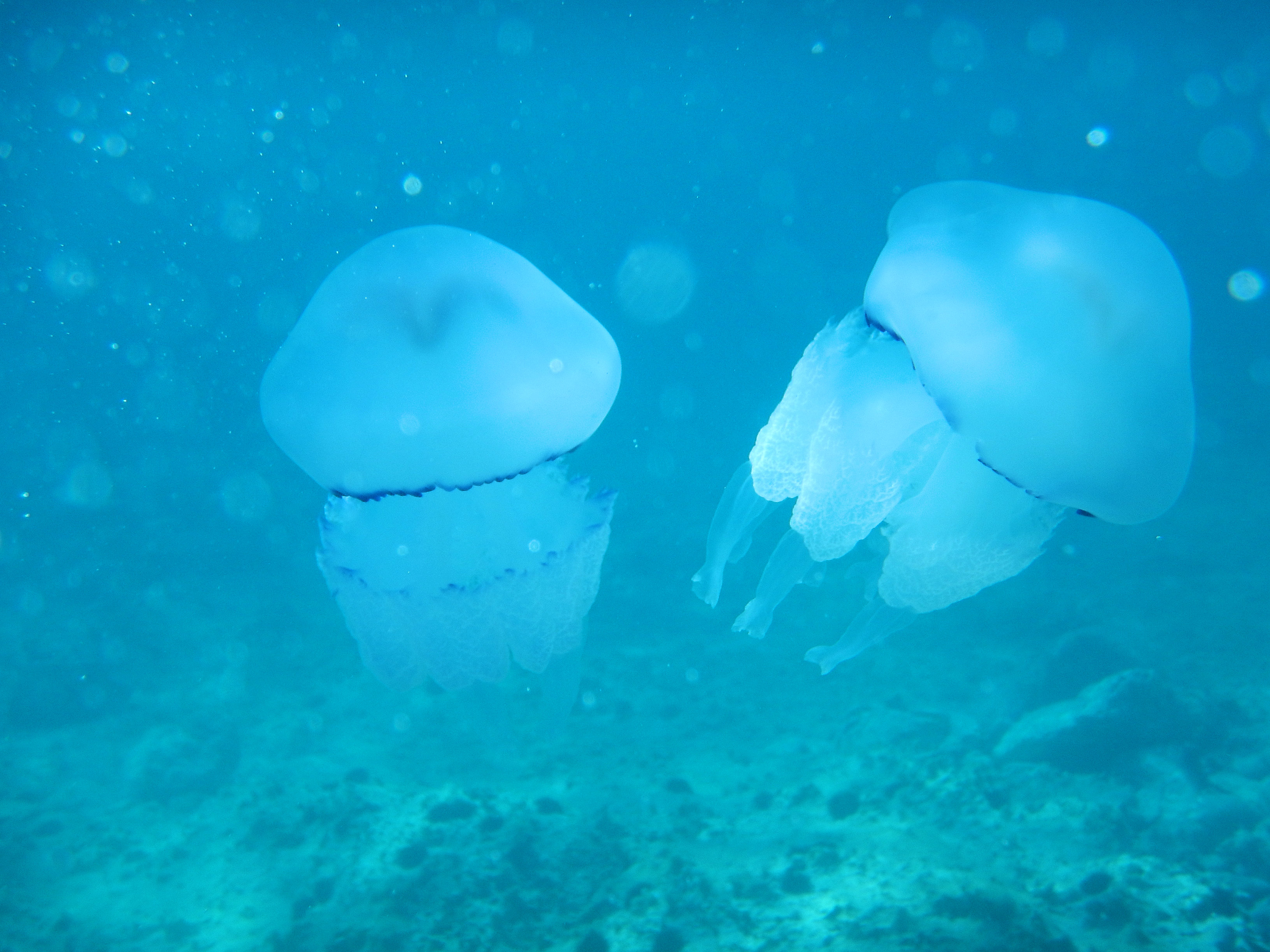
Polmone di Mare o Medusa Barile (Rhizostoma Pulmo) fotografata a Lido Saturo, Marina di Leporano (Taranto)
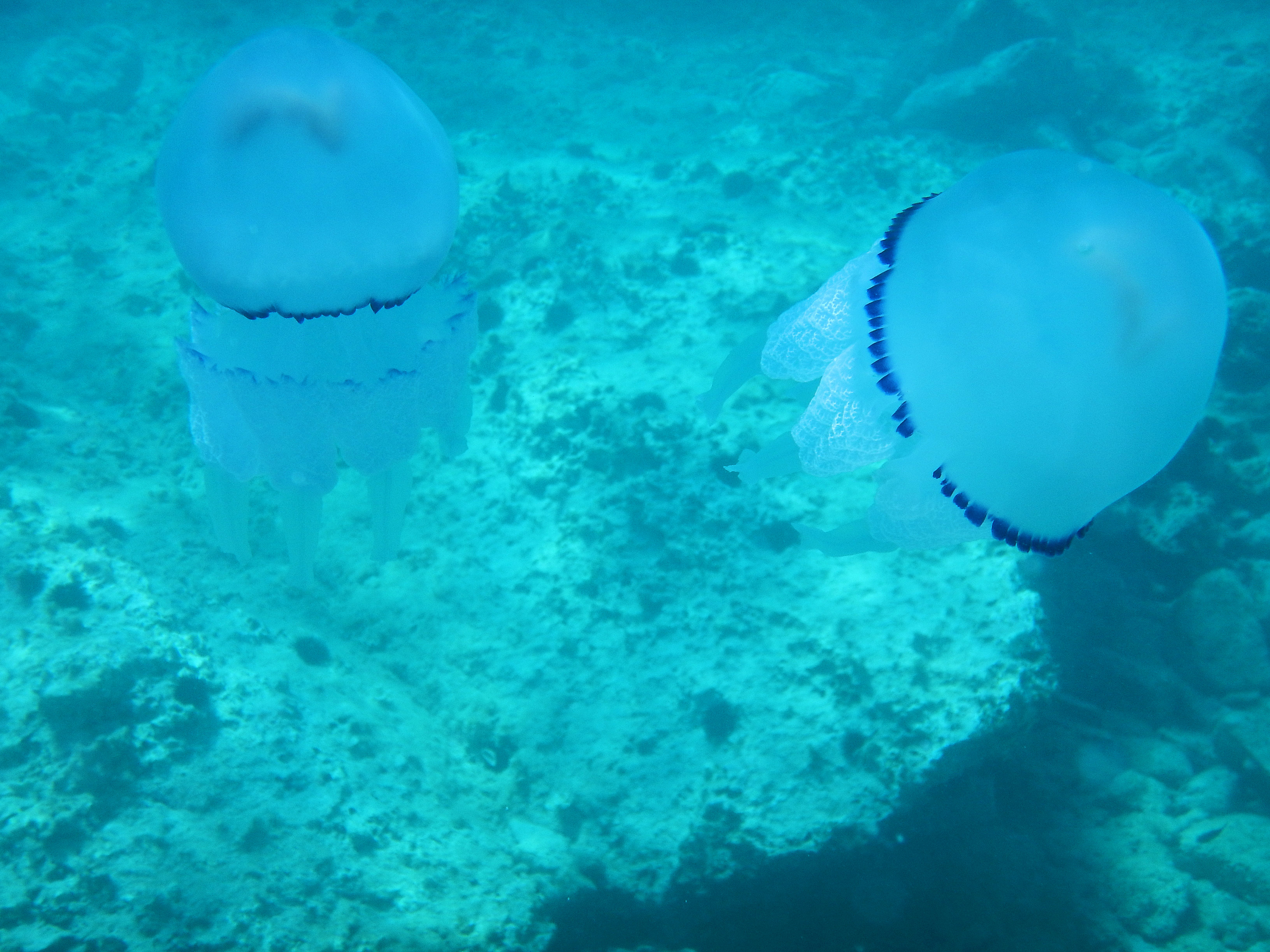
Polmone di Mare o Medusa Barile (Rhizostoma Pulmo) fotografata a Lido Saturo, Marina di Leporano (Taranto)
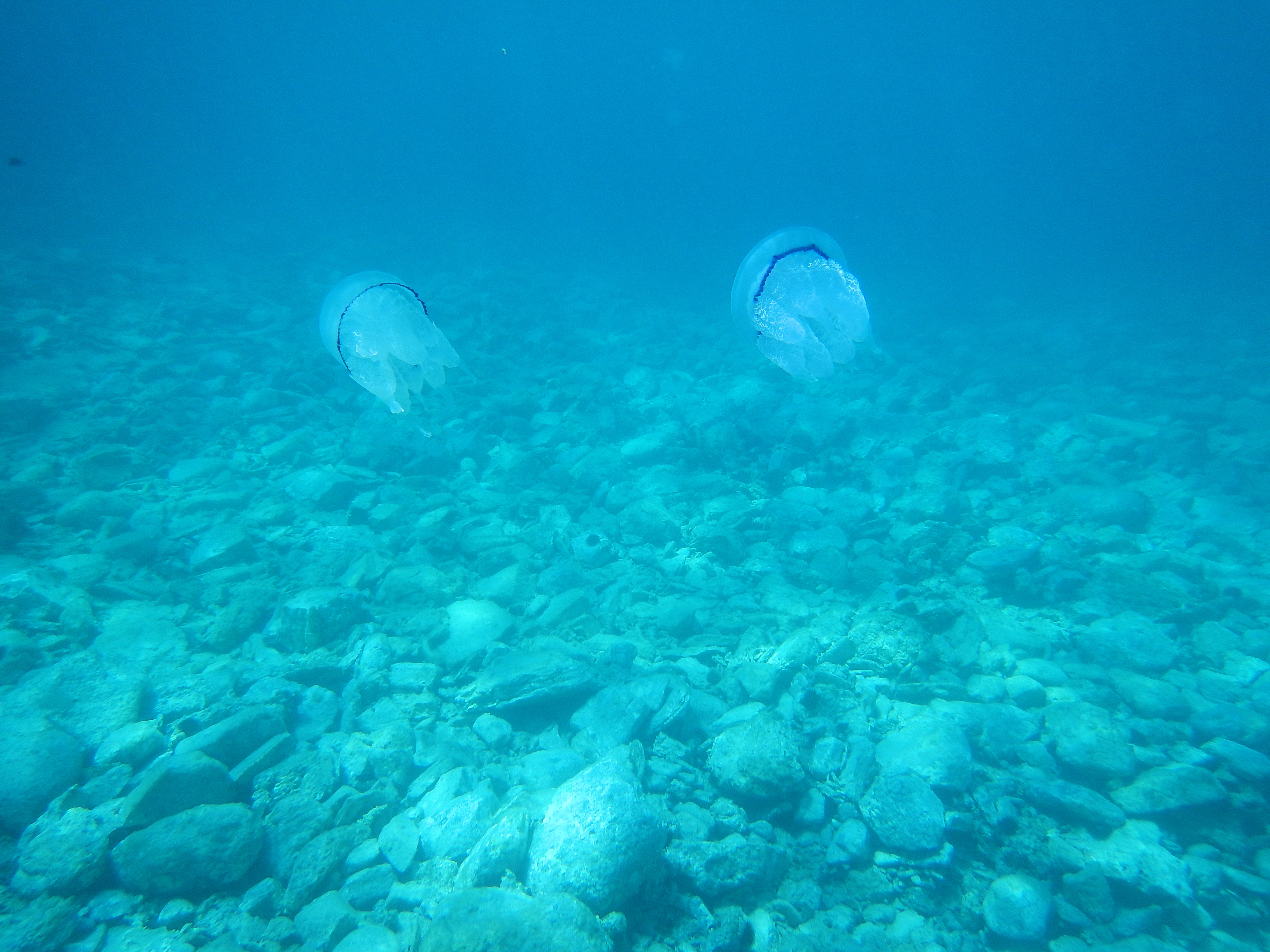
Coppia di Polmone di Mare o Medusa Barile (Rhizostoma Pulmo) fotografate a Lido Saturo, Marina di Leporano (Taranto)
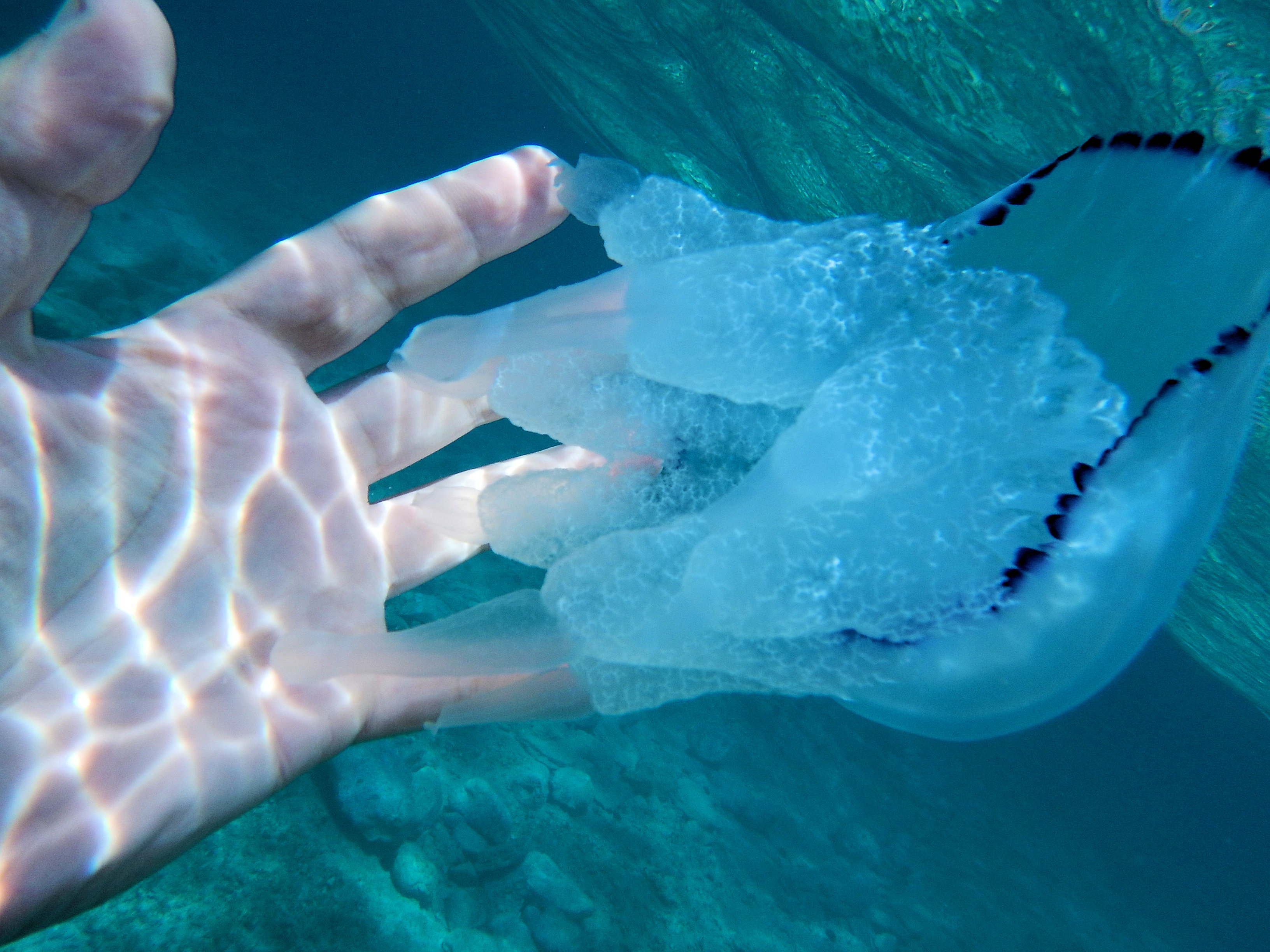
Coppia di Polmone di Mare o Medusa Barile (Rhizostoma Pulmo) fotografate a Lido Saturo, Marina di Leporano (Taranto)
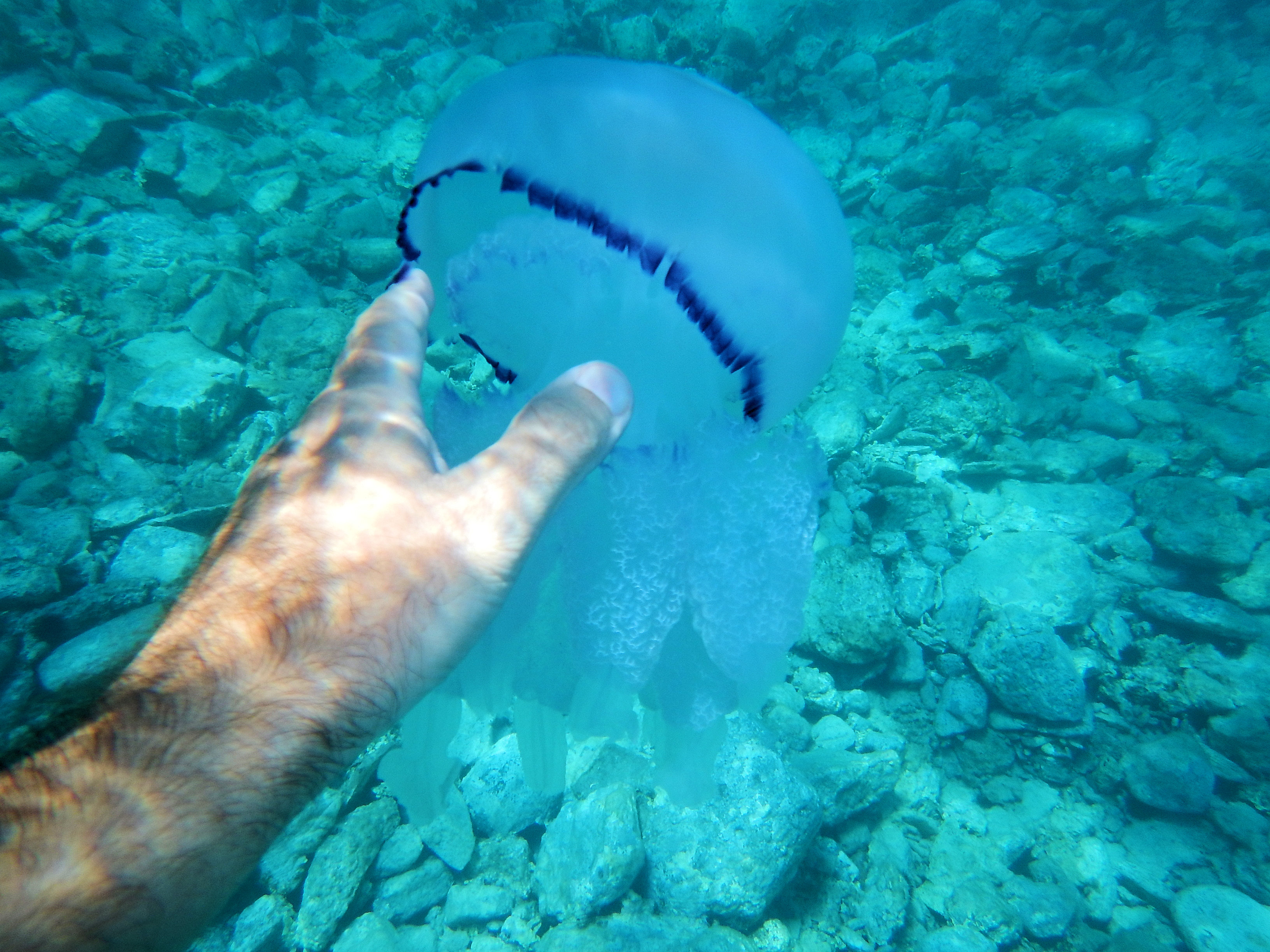
Coppia di Polmone di Mare o Medusa Barile (Rhizostoma Pulmo) fotografate a Lido Saturo, Marina di Leporano (Taranto)
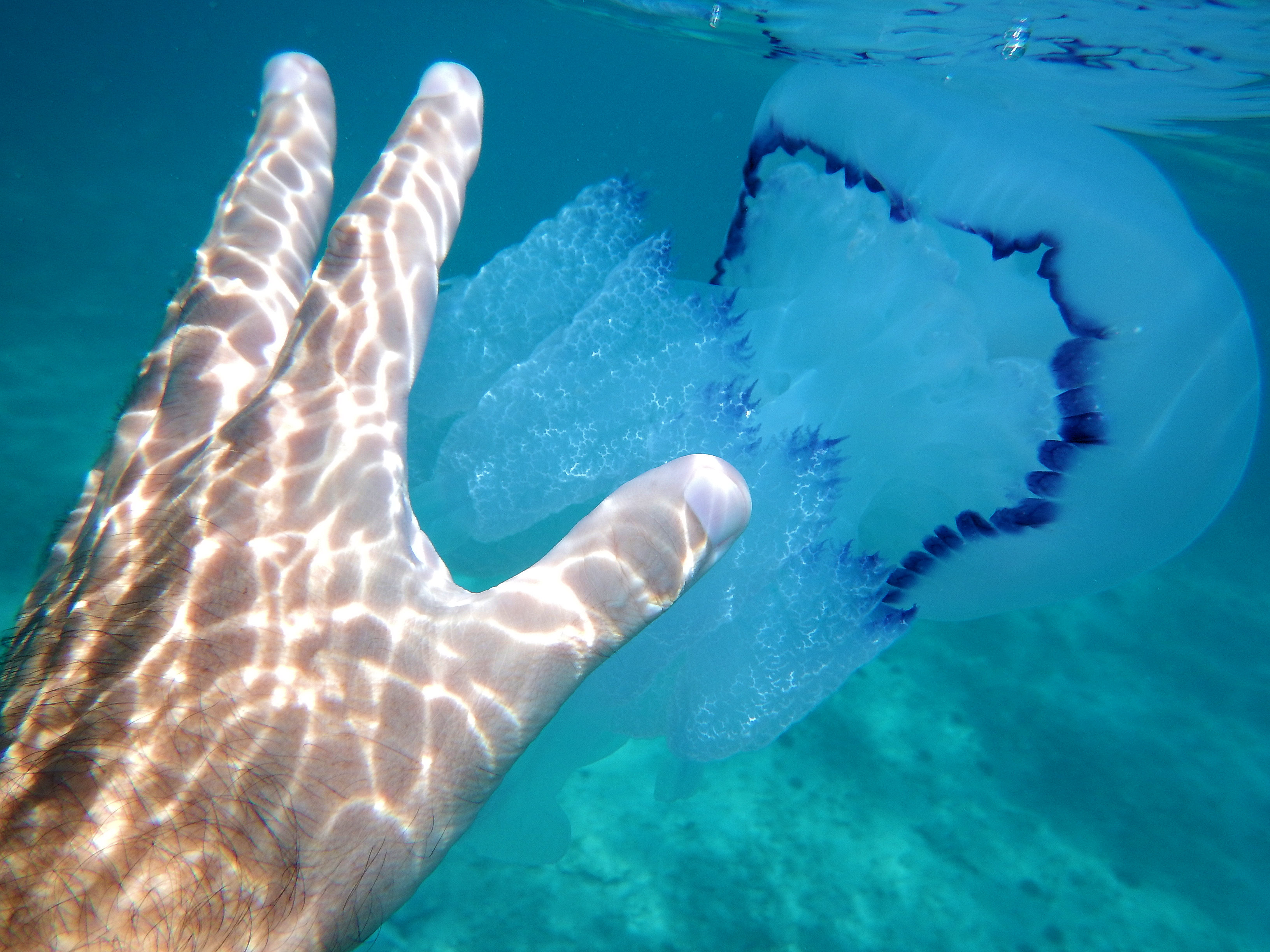
Coppia di Polmone di Mare o Medusa Barile (Rhizostoma Pulmo) fotografate a Lido Saturo, Marina di Leporano (Taranto). È evidente la poca capacità urticante di tale medusa (Nematocisti)
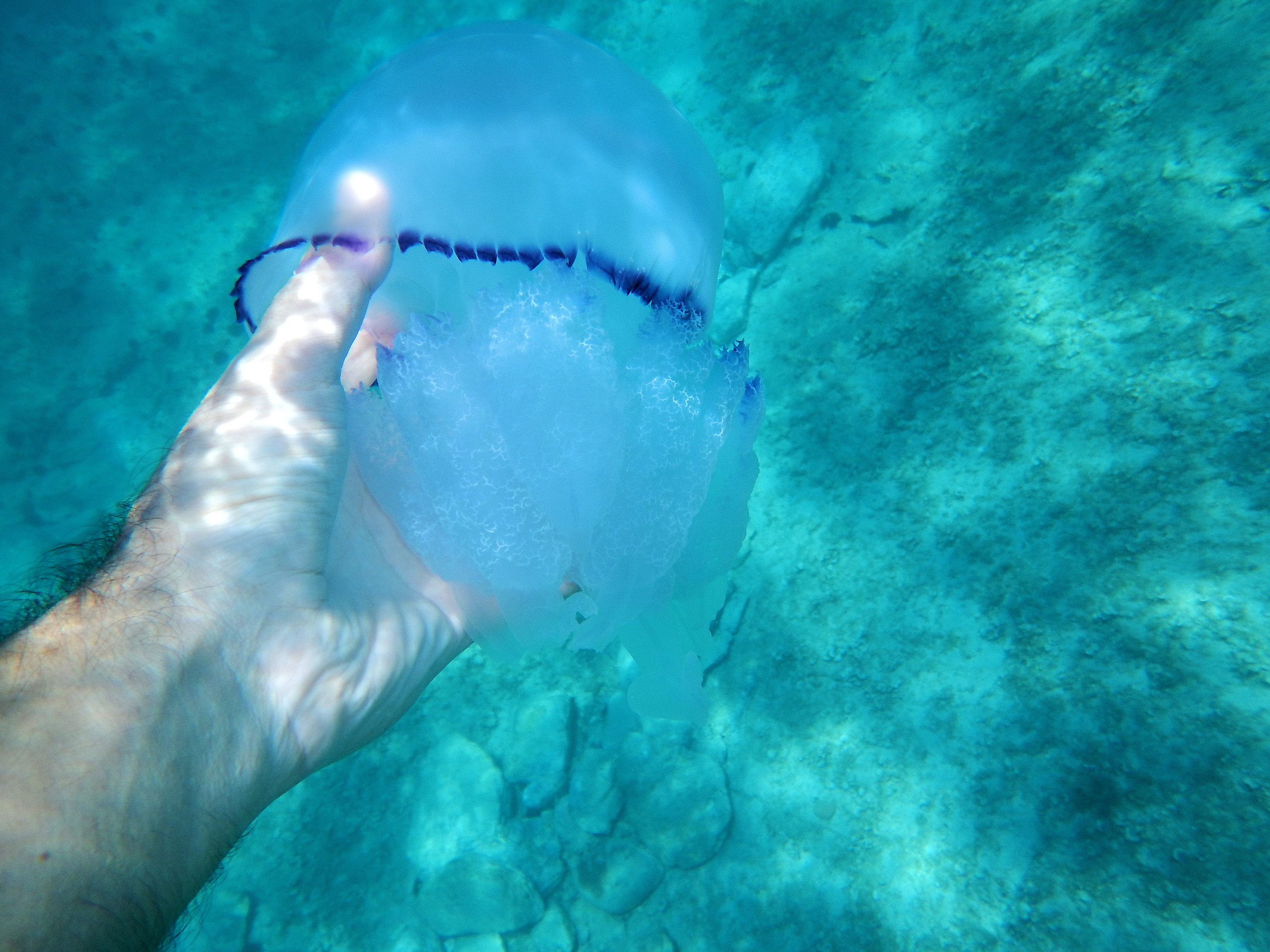
Coppia di Polmone di Mare o Medusa Barile (Rhizostoma Pulmo) fotografate a Lido Saturo, Marina di Leporano (Taranto). È evidente la poca capacità urticante di tale medusa (Nematocisti)
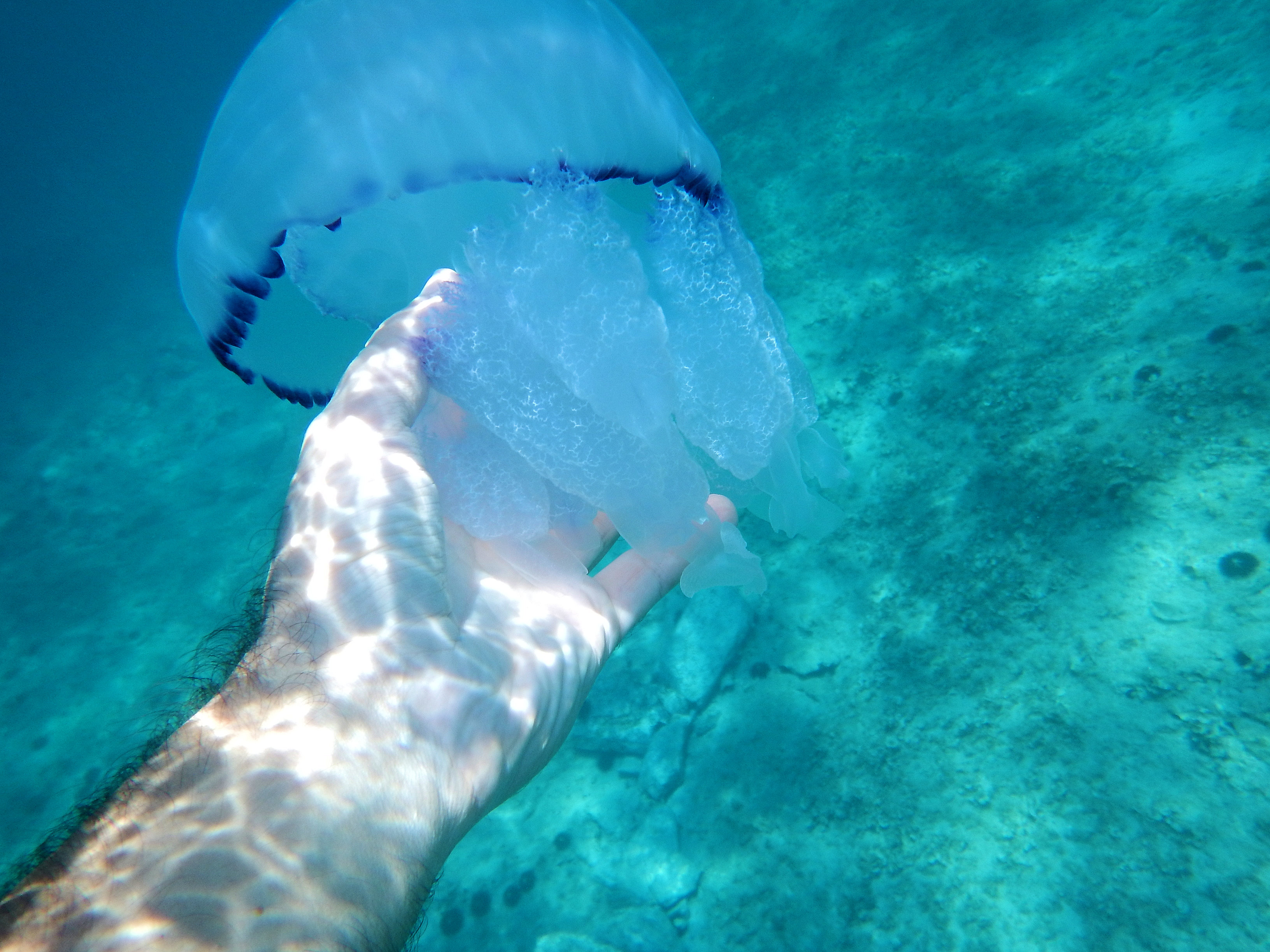
Coppia di Polmone di Mare o Medusa Barile (Rhizostoma Pulmo) fotografate a Lido Saturo, Marina di Leporano (Taranto). È evidente la poca capacità urticante di tale medusa (Nematocisti)
- Coppia di Polmone di Mare o Medusa Barile (Rhizostoma Pulmo) fotografate a Lido Saturo, Marina di Leporano (Taranto). È evidente la poca capacità urticante di tale medusa (Nematocisti)
- Coppia di Polmone di Mare o Medusa Barile (Rhizostoma Pulmo) fotografate a Lido Saturo, Marina di Leporano (Taranto). È evidente la poca capacità urticante di tale medusa (Nematocisti)